# Гарри, Фрэнсис

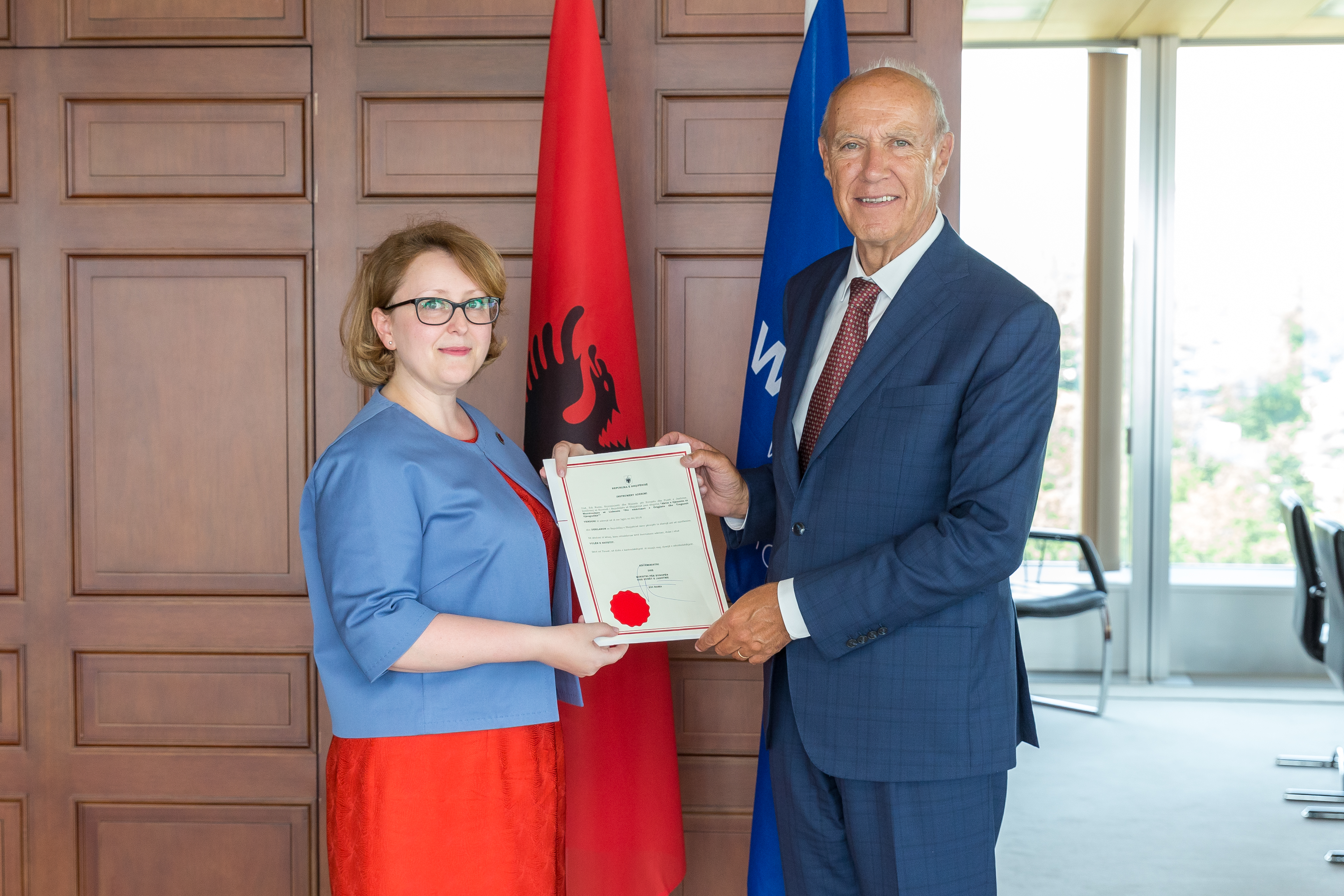
Ф. Гарри и Постоянный представитель Албании при Отделении ООН и других международных организациях в Женеве Равеса Леши (фотография 2019 года)

Фрэ́нсис Га́рри (англ. Francis Gurry; род. 17 мая 1951, Австралия) — 4-й генеральный директор Всемирной организации интеллектуальной собственности (ВОИС). Избран генеральным директором 22 сентября 2008 года, 1 октября 2008 года сменил на этом посту Камила Идриса.

## Карьера
Окончил Мельбурнский университет в 1974 со степенью бакалавра права. В 1975 году был назначен барристером и солиситером Верховного суда Виктории (Австралия). Работал в фирме Arthur Robinson & Co. (в настоящее время Allens). В 1976 году получил степень магистра права в Мельбурнском университете. С 1976 по 1979 год учился на юридическом факультете Кембриджского университета (Великобритания) в качества студента-исследователя, после чего в 1980 году защитил диссертацию доктора философии по теме нарушения конфиденциальности.
До перехода на работу в ВОИС занимал должность старшего преподавателя Мельбурнского университета и в течение года работал солиситером в фирме Freehills (Мельбурн). Также читал лекции как приглашённый профессор в Университете Бургундии (Франция).
В 1985 году был приглашён на работу в ВОИС в качестве консультанта и старшего менеджера программ регионального бюро Азии и Океании. С 1988 по 1999 год занимал различные должности в различных подразделениях ВОИС, включая отдел промышленной собственности, офис генерального директора и офис юридических советников. В качестве помощника генерального директора (1999—2003) и заместителя генерального директора (2003—2008) отвечал за различные направления работы организации: Договор о патентной кооперации (PCT), патентные законы и политику в области патентов, создание и работу Центра по арбитражу и посредничеству, традиционные знания, традиционные культурные проявления, генетические ресурсы и науки о жизни.
Гарри был выдвинут на пост генерального директора ВОИС в феврале 2008 года. 13 мая 2008 года он выиграл выборы и 22 сентября 2008 года был назначен на это должность Генеральной Ассамблеей ВОИС. Его шестилетний срок на этом посту начался 1 октября 2008 года и истёк в сентябре 2014 года. Координационный комитет ВОИС выдвинул Гарри на второй шестимесячный срок, и Генеральная Ассамблея 8 мая 2014 года согласилась с этим предложением. Новый срок истекает в сентябре 2020 года.
В отношении Гарри выдвигалось несколько обвинений: противодействие осведомителям внутри организации путём сбора личных вещей высокопоставленных сотрудников для ДНК-теста; ненадлежащий выбор подрядных организаций для оказания услуг в IT-сфере; нарушение санкций Совета Безопасности ООН поставкой компьютерного оборудования в Северную Корею и Иран. Управление служб внутреннего надзора ООН провелол расследование в отношении Гарри, но его результаты так и не были раскрыты. Семнадцать государств — членов ВОИС запросили Координационный комитет о рассмотрении отчета о расследовании, чтобы разрешить вопрос. В октябре 2016 года все следственные действия в отношении Гарри были прекращены.

## Награды
- Юбилейная медаль «25 лет Нейтралитета Туркменистана» (2020, Туркменистан) — учитывая заслуги в укреплении независимости, суверенитета и правового статуса постоянного нейтралитета Туркменистана, упрочении авторитета Отчизны на мировой арене и развитии международных отношений, а также по случаю 25-й годовщины нейтралитета Туркменистана.

## Публикации

### Книги
- International Intellectual Property in an Integrated World Economy, Wolters Kluwer, New York, 2nd edition 2012 (with Frederick M. Abbott and Thomas Cottier), ISBN 978-0-7355-3958-7; 1st edition 2007, ISBN 978-0-7355-3958-7
- Breach of Confidence, Oxford University Press, Oxford, 1984, ISBN 0-19-825378-8; second edition Gurry on Breach of Confidence – The Protection of Confidential Information by Tanya Aplin, Lionel Bently, Phillip Johnson, and Simon Malynicz, Oxford University Press, Oxford, 2012, ISBN 978-0199297665
- International Intellectual Property System: Commentary and Materials, Kluwer Law International, The Hague, 1999 (with Frederick M. Abbott and Thomas Cottier), ISBN 90-411-9322-7
- Confidential Information, Oxford University Press, Oxford, 1981

### Избранные статьи
- "The Cambrian Explosion", International Review of Intellectual Property and Competition Law, vol. 38, no. 3 (2007), pp. 255–258
- "Globalization, Intellectual Property and Development", Proceedings of the American Society of International Law, 2005
- "The Growing Complexity of International Policy in Intellectual Property", Science and Engineering Ethics, vol. 11, no. 1 (2005), pp. 13–20
- "The Dispute Resolution Services of the World Intellectual Property Organization", Journal of International Economic Law, vol. 2, no. 2 (1999), pp. 385 – 398
- "The Evolution of Technology and Markets and the Management of Intellectual Property Rights", in Frederick M. Abbott and David Gerber (eds.) Public Policy and Global Technology Integration, (Kluwer Law International, London, 1997), ISBN 90-411-0655-3
- "Arbitrage et propriété intellectuelle", in Institut de recherche en propriété intellectuelle Arbitrage et propriété intellectuelle (Libraires Techniques, Paris, 1994), ISBN 2-7111-2383-9